# Zuzana Moravčíková
Zuzana Moravčíková (ur. 30 grudnia 1956 w Nitrze) – słowacka lekkoatletka specjalizująca się w długich biegach sprinterskich oraz w biegach średniodystansowych. W czasie swojej kariery reprezentowała Czechosłowację.

## Sukcesy sportowe
- mistrzyni Czechosłowacji w biegu na 400 metrów – 1980
- dwukrotna mistrzyni Czechosłowacji w biegu na 800 metrów – 1981, 1984[1]
- dwukrotna halowa mistrzyni Czechosłowacji w biegu na 800 metrów – 1982, 1985[2]

| Rok  | Miasto    | Zawody                    | Konkurencja                      | Wynik         |
| ---- | --------- | ------------------------- | -------------------------------- | ------------- |
| 1983 | Budapeszt | halowe mistrzostwa Europy | bieg na 800 m                    | srebrny medal |
| 1983 | Helsinki  | mistrzostwa świata        | sztafeta 4 × 400 m               | srebrny medal |
| 1984 | Göteborg  | halowe mistrzostwa Europy | bieg na 800 m                    | 6. miejsce    |
| 1984 | Praga     | "Przyjaźń-84"             | sztafeta 4 × 400 m bieg na 800 m | 2. miejsce    |
| 1985 | Moskwa    | puchar Europy             | sztafeta 4 × 400 m               | 3. miejsce    |

## Rekordy życiowe
- bieg na 800 metrów – 1:56,96 – Lipsk 27/07/1983
- bieg na 800 metrów (hala) – 2:01,66 – Budapeszt 06/03/1983